# 닌자 어쌔신
《닌자 어쌔신》(Ninja Assassin)은 2009년에 개봉한 미국의 무술 액션 영화이다. 감독은 제임스 맥테이그이며, 대한민국의 가수 비 (정지훈)가 주연을 맡은 것으로도 널리 알려져 있다. 미국 개봉 첫 주말 흥행 성적은 2,100만 달러로 6위를 차지했다.
제작은 조엘 실버와 워쇼스키 형제가 맡았으며, 독일의 베를린 등지에서 촬영을 하였다. 조직을 뛰쳐나와 복수하는 주인공 라이조 역은 한국의 비가 맡았고, 전 세계적 암살조직인 오즈누파의 음모를 추적하는 유로폴 형사 역으로는 나오미 해리스가 출연한다. 오즈누파의 사악한 리도로는 쇼 코스기가 출연한다. 비는 《스피드 레이서》이후 두 번째 할리우드 작품이다. 《스피드 레이서》가 가족영화인데 반해, 이 영화는 피가 난무하는 잔혹한 영상미를 보여주고 있다. 이 영화에는 비 이외에도 그룹 엠블랙의 멤버 이준과 윤성웅 등 한국배우 및 할리우드 배우 릭 윤, 성 강, 랜달 덕 김 등이 출연하였다. 이 영화는 2009년 11월 26일 개봉되었다.

## 줄거리
라이조(비)는 어릴 때 고아로 납치되어 오즈누파에 의해 길러진 세계에서 가장 치명적인 킬러이다. 세상과 격리된 깊은 산속 아지트에서 각종 격투기, 살인기술을 배우며 성장한 라이조는 자신의 눈앞에서 친구가 처형되는 것을 보고는 그곳을 탈출하고 복수를 꿈꾼다. 한편 유로폴의 미카 (나오미 해리스) 형사는 살인사건을 조사하다 오즈누파가 관련되어 있다는 사실을 알게된다. 우연히 미카를 구한 라이조는 함께 손을 잡고 오즈누파와 대결을 펼치게 된다.

## 출연
- 정지훈 라이조 역, 치명적인 암살자
- 윤성웅 어린 라이조 역
- 이준 10대 라이조 역
- 나오미 해리스 미카 역, 유로폴 요원
- 릭 윤 타케시 역, 오즈누파가 보낸 암살단의 리더
- 벤 마일스 라이언 역, 유로폴 요원 미카의 동료
- 코스기 쇼 오즈누 역, 닌자 암살단의 최고 리더 역
- 랜달 덕 김 문신기술자
- 성 강

## 제작진
- 감독: 제임스 맥티그
- 스토리 원안: 매튜 샌드
- 각본: J. 마이클 스트렉진스키
- 제작: 조엘 실버, 앤디 워쇼스키, 래리 워쇼스키
- 촬영: 칼 월터 리차드
- 미술: 그레이엄 그레이스 워커
- 편집: 지안 간지아노, 조셉 젯 셀리
- 의상: 카를로 포기오리
- 음악: 일란 에쉬케리

## 영화 개봉정보
- 2009년 11월 6일 오후 4시 30분 왕십리 CGV에서 기자시사회를 가지면서 국내에 처음 공개되었다.

- 2009년 11월 9일 오전 11시 롯데호텔에서 비가 《닌자 어쌔신》아시아기자회견을 가졌다. 이 자리에는 홍콩, 싱가포르,태국 등 동남아 기자들도 참석했다.[4]

- 비는 (미국 현지시간) 11월 19일 할리우드 그로우먼 차이니즈(Grauman’s Chinese Theater)극장에서 열린 《닌자 어쌔신》미국 프리미어 행사에 참석했다. 이날 행사에는 비를 비롯하여 감독 제임스 맥테이그 감독, 프로듀서 조엘 실버, 그리고 함께 공연한 릭 윤, 성 강 등이 참석했다.[5]

- 한국에서는 《닌자 어쌔신》이란 제목으로 2009년 11월 26일 개봉되며, 미국에서는《Ninja Assassin》이란 제목으로 2009년 11월 25일 개봉된다. 대만에서는 《忍者刺客》(닌자자객)이란 제목으로 2009년 11월 27일 개봉된다.

- 미국에서는 11월 25일 2,503개 상영관에서 개봉되었다. 미국의 흥행집계 전문사이트인 '박스오피스 모조'에 따르면 닌자 어쌔신의 개봉당일 흥행순위는 샌드라 불럭 주연의 《THE BLIND SIDE》, 개봉 2주차에 접어드는 《뉴 문》에 이어 3위를 차지했다. 흥행수익(잠정집계치)은 개봉일인 11월 25일 332만 달러, 26일 455만 달러이다.[1]

- 미국의 박스오피스 전문사이트인 '박스오피스모조 닷 컴'에 따르면 《닌자 어쌔신》은 개봉 첫 주말에 2,100만 달러의 흥행수익을 올리며 6위에 랭크되었다. 주말 상영관 수는 모두 2,503개였다. 1위는 《뉴 문》이 차지했다.[6]

## 평론
영화는 일반적으로 부정적인 평을 받았다.
Rotten Tomatoes는 4.3점/10점을 Metacritic은 평균 34점/100점을 부여했다.